# 津国屋 (新見市)
津国屋(つのくにや)は新見藩が指定した「六問屋」の一つである。
現存する津国屋内蔵は、江戸時代文化11年（1814年）の建築である。

## 歴史
- 1698年（元禄11年）以降、消費経済が急激に増加する中で、津国屋は「札座」、「鉄問屋[2]」、「造り酒屋」を営み、町名主もしていた。[3]
- 1814年（文化11年）に内倉が建てられた。

## 展示品
- 一間半七社の神棚[4]
- 酒蔵の鬼瓦[4]

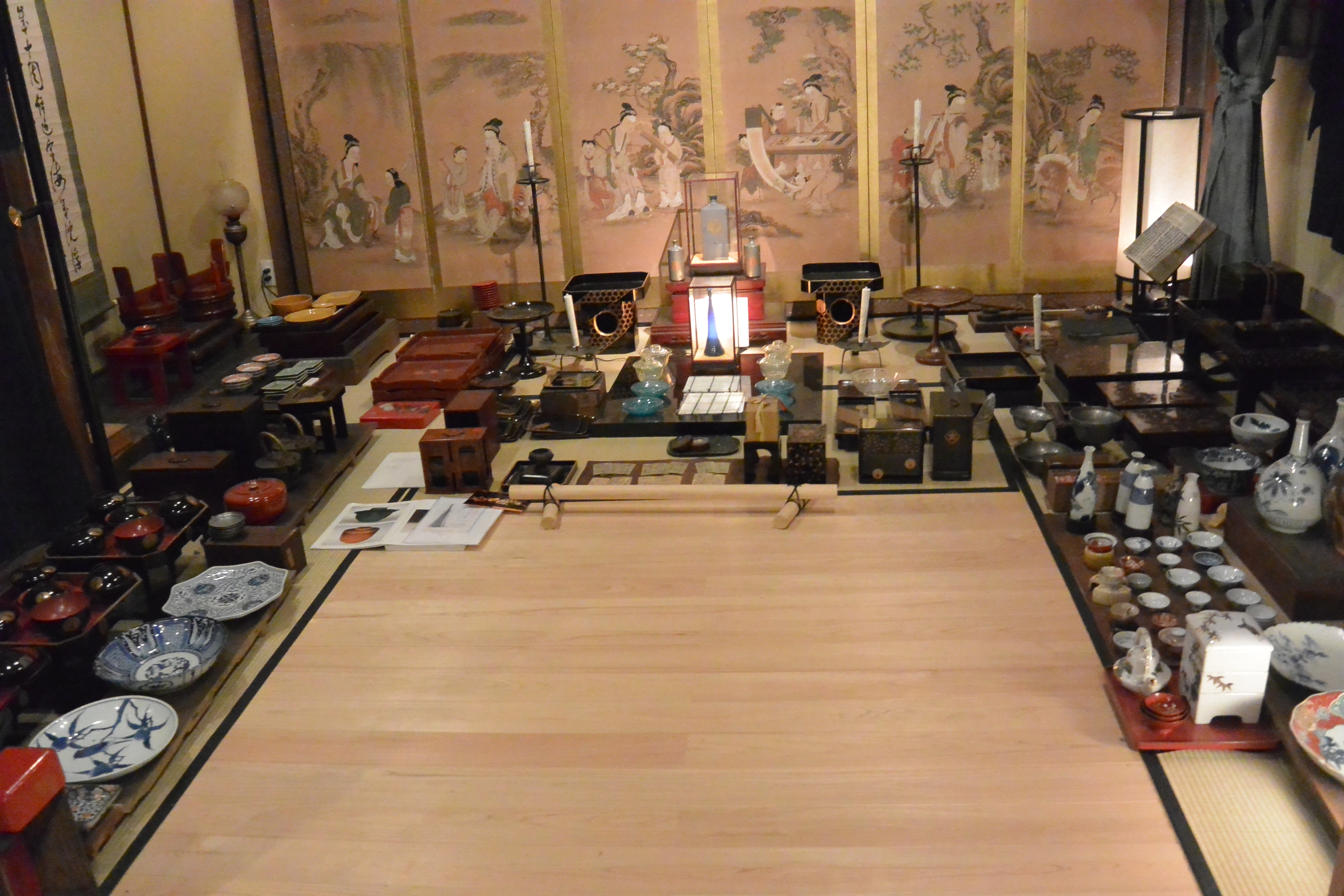
津国屋で公開されている什器

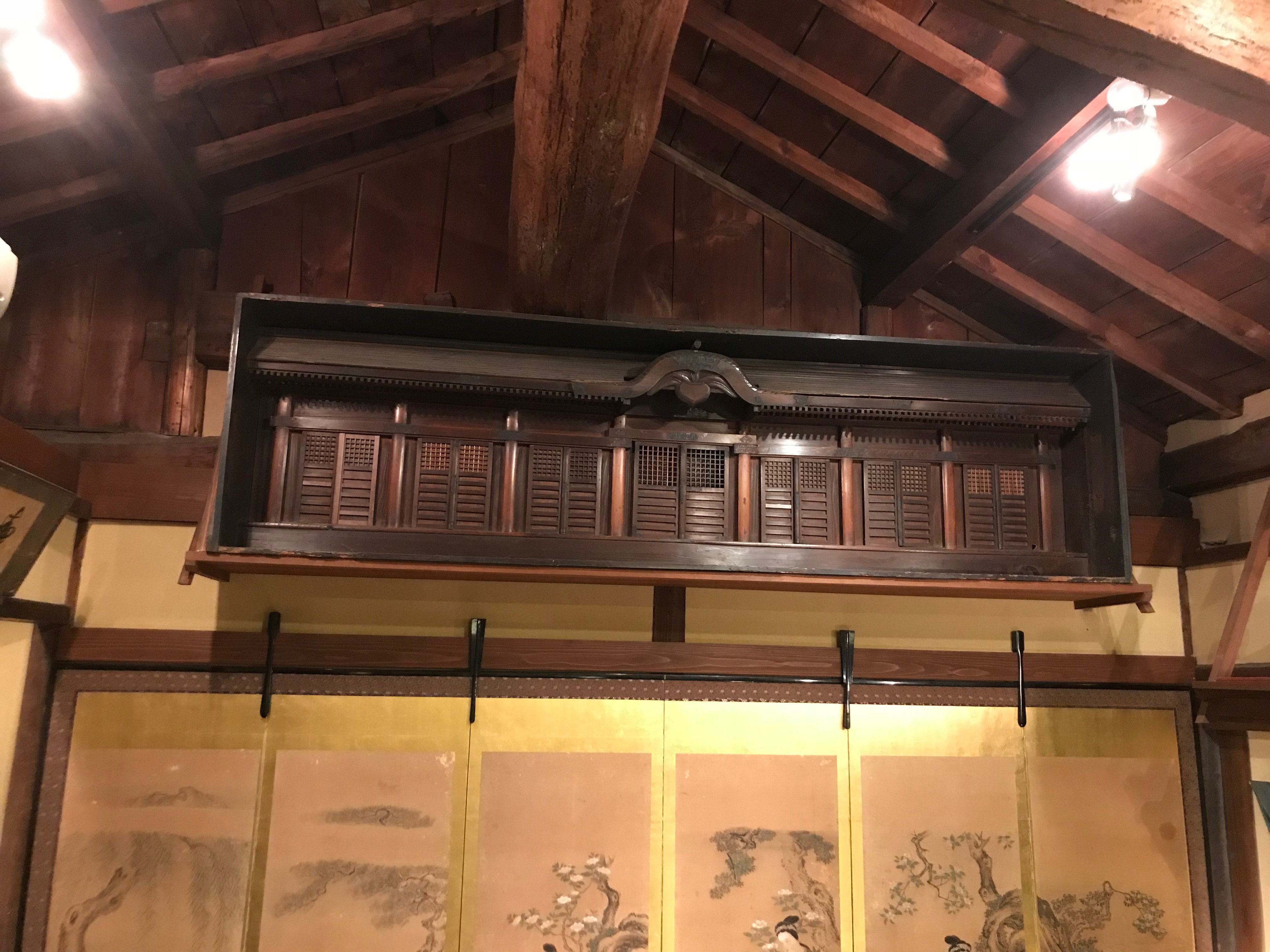
一間半七社の神棚

- 津国屋の屋敷図面（江戸末期（文久）時代の家相図）[4]
- 丸川松隠の書や山田方谷からの書・手紙[4]
- ギヤマンの徳利
- 青備前焼（家紋入り）
- 正月膳（家紋入り）
- 殿様より拝領のお皿と弓
- 関御台所より拝領のワイングラス
- 紙の雨がっぱ
- 百人一首（家紋入り）

## 所在地
岡山県新見市新見884

## 交通アクセス

### JRの場合
JR伯備線、新見駅から東方向へ徒歩18分。タクシーで7分。

### 車の場合
中国自動車道新見ICから国道180号を左折し、11分。

## 周辺情報
- 船川八幡宮